# مهدی‌آباد (شیراز)
مهدی‌آباد، روستایی در دهستان دارنگون بخش سیاخ دارنگون شهرستان شیراز در استان فارس ایران است.

## جمعیت
بر پایه سرشماری عمومی نفوس و مسکن در سال ۱۳۹۵، جمعیت این روستا برابر با ۲۱۳ نفر (۵۹ خانوار) بوده است.